# Plougoulm

Plougoulm este o comună în departamentul Finistère, Franța. În 1 ianuarie 2022 avea o populație de 1.761 de locuitori.